# Zygmunt Adamczewski
Zygmunt Adamczewski (ur. 21 lipca 1908 w Pabianicach, zm. 24 marca 1961 w Pabianicach) – polski działacz turystyczny, bankowiec, społecznik pabianicki.

## Życiorys
Był wieloletnim pracownikiem instytucji bankowych w Pabianicach: od 1930 wicedyrektorem Komunalnej Kasy Oszczędności (z przerwą w latach wojennych), od 1949 dyrektorem Powszechnej Kasy Oszczędności. Pełnił od 1958 mandat radnego Miejskiej Rady Narodowej w Pabianicach.
Działał w ruchu sportowym i turystycznym. Był członkiem Pabianickiego Towarzystwa Cyklistów i Robotniczego Klubu Sportowego Włókniarz. Około 1925 został członkiem Polskiego Towarzystwa Krajoznawczego; działał w pabianickim oddziale Towarzystwa także po wojnie (do 1950), a w 1954 należał do najbardziej zasłużonych osób dla powołania oddziału po kilkuletniej przerwie, już pod powstaniu Polskiego Towarzystwa Turystyczno-Krajoznawczego. W 1955 został wybrany na prezesa oddziału PTTK i pozostawał na tym stanowisku do śmierci.
Był odznaczony Srebrnym Krzyżem Zasługi, pośmiertnie przyznano mu Złotą Honorową Odznakę PTTK. Zmarł nagle 24 marca 1961 w Pabianicach, został pochowany na miejscowym cmentarzu.